# Xã Jackson, Quận Crawford, Iowa
Xã Jackson (tiếng Anh: Jackson Township) là một xã thuộc quận Crawford, tiểu bang Iowa, Hoa Kỳ. Năm 2010, dân số của xã này là 145 người.